# Prasonica hamata
Prasonica hamata är en spindelart som beskrevs av Tord Tamerlan Teodor Thorell 1899. Prasonica hamata ingår i släktet Prasonica och familjen hjulspindlar.
Artens utbredningsområde är Kamerun. Inga underarter finns listade i Catalogue of Life.